# كليفورد جلادوين
كليفورد جلادوين (1916-1988) كان لاعب كريكيت إنجليزي بارز من الدرجة الأولى
كليفورد جلادوين (1916-1988)  لاعب كريكيت إنجليزي من الدرجة الأولى ، ولعب مع ديربيشاير من عام 1939 إلى عام 1958 وفي ثماني اختبارات لإنجلترا من عام 1947 إلى عام 1949. تولى أكثر من 1600 ويكيت من الدرجة الأولى.
تم اختيار كليفورد جلادوين ، مع Les Jackson ، هجوم الكرة الجديد الأكثر رعبا في لعبة الدرجة الأولى الإنجليزية لعشرات السنين بعد الحرب العالمية الثانية ، وهو عبارة عن رمي طويل متوسط السرعة وذراع يمين عالي الدقة والاتساق.  كان جلادوين مخترقًا ومتوسطًا ، حيث كان حوالي ثلث ما لديه من عوانس ، وفي ثلاثة عشر موسمًا كاملاً ، أخذ 100 أو أكثر من الويكيت اثني عشر مرة ، عادةً بمتوسط أقل من 20 مرة لكل ويكيت.
لاحظ كاتب الكريكيت ، كولين بيتمان ، أن «كليفورد جلادوين كان فخورًا جدًا بلعب البولينغ البائس ، لدرجة أنه سيصحح الهدافين في نهاية المباراة إذا كان هناك خطأ في أرقامهم». 

## الحياة و الوظيفة
ولد كليفورد جلادوين في 3 أبريل 1916 في دو ليا ، ديربيشاير ،  ابن جوزيف جلادوين الذي لعب أيضًا مع ديربيشاير. ظهر لأول مرة مع ديربيشاير في موسم 1939 ولعب عددًا قليلاً من المباريات في ذلك العام.
بعد الحرب العالمية الثانية ، عاد كليفورد جلادوين إلى المقاطعة في موسم 1946 ، حيث استولى على أكثر من 100 ويكيت وقاد هجومًا أضعفه غياب بيل كوبسون . مع عودة كوبسون وجورج بوب في العام التالي ، شكل كليفورد جلادوين الهجوم السريع الوحيد الذي يتمتع بجودة معقولة في عصر اعتمدت فيه معظم المقاطعات إلى حد كبير على الدوران. لعب الثلاثة لعبة الكريكيت التجريبية ضد جنوب إفريقيا في العام التالي. اعترف كليفورد جلادوين في أولد ترافورد بـ 58 جولة فقط في سباق الماراثون من 50 زيادة.
على الرغم من أن كليفورد جلادوين كان يتربع على رأس متوسطات الدرجة الأولى في عام 1948 ، إلا أنه لم يلعب ضد الأستراليين عام 1948 ، وأطلق على الفريق لقب «الذين لا يقهرون». ومع ذلك ، فقد لعب خمسة اختبارات في الجولة إلى جنوب إفريقيا في 1948-1949 تحت قيادة جورج مان . هناك أصبح بطلاً قومياً ، من خلال تشغيل مباراة الذهاب التي فازت باختبار ديربان لإنجلترا ، لتحقيق انتصار الكرة الأخير الوحيد في تاريخ مباريات تيست. 
بحلول موسم 1949 ، كان كليفورد جلادوين قد طور كثيرًا كضرب مضرب حتى أنه صنع 124 ضد نوتنغهامشير وسجل أكثر من 900 نقطة. ومع ذلك ، لم يحافظ على هذا المعيار وحقق فقط درجة واحدة فوق الخمسين في مواسمه الستة الأخيرة. ومع ذلك ، بصفته لاعبًا للرمي ، كان كليفورد جلادوين دائمًا بالقرب من أعلى المعدلات حتى تقاعد في عام 1958 - على الرغم من أن عودة سرعة البولينج في إنجلترا إلى قوة أكثر منطقية تعني أنه كان خارج السباق في رصيف الاختبار خلال الخمسينيات. في بعض الأحيان ، بسبب النقص في دوران ديربيشاير ، قام كليفورد جلادوين في الواقع برمي فترات الراحة عندما كانت الظروف مواتية.
إجمالي مهنة كليفورد جلادوين البالغة 1،653 ويكيت يضعه في المركز 60 على قائمة محتجزي الويكيت على الإطلاق ، وأداءه في عام 1952 بـ16 مقابل 84 ضد ورشيسترشاير هو ثاني أفضل أداء في لعبة الكريكيت بعد الحرب العالمية الثانية ، حيث يتفوق عليه من خلال جولة واحدة فقط بواسطة توني لوك بعد أربع سنوات. كان معدله في البولينج 18.30 ، وكان أفضل أداء له 9 مقابل 41.
كان كليفورد جلادوين ضاربًا في اليد اليمنى ولعب 510 أدوار في 374 مباراة من الدرجة الأولى بمتوسط 17.35 ، وأعلى درجة 124 لم يخرج.  يبرز أداءه في الضربات مقارنة بزملائه من لاعبي ديربيشاير ، بستويك ، وكوبسون ، وجاكسون ، ورودس ، وورد ، وهندريك - الذين لم يصنعوا خمسين بينهم في 2195 جولة من الدرجة الأولى.
تقاعد كليفورد جلادوين في عام 1958 وعاد إلى دوري الكريكيت في ستافوردشاير ويوركشاير ، وظل محترفًا محترمًا ومحترمًا. 
توفي كليفورد جلادوين في 10 أبريل 1988 في تشيسترفيلد ، بعد سبعة أيام من عيد ميلاده الـ 72.